# Fondation Gosteli
La fondation Gosteli (en allemand Gosteli-Stiftung) a pour objet l'histoire des associations et mouvements de femmes en Suisse. Les archives conservées par la fondation sont sur la liste des biens culturels d'importance nationale.

## Historique

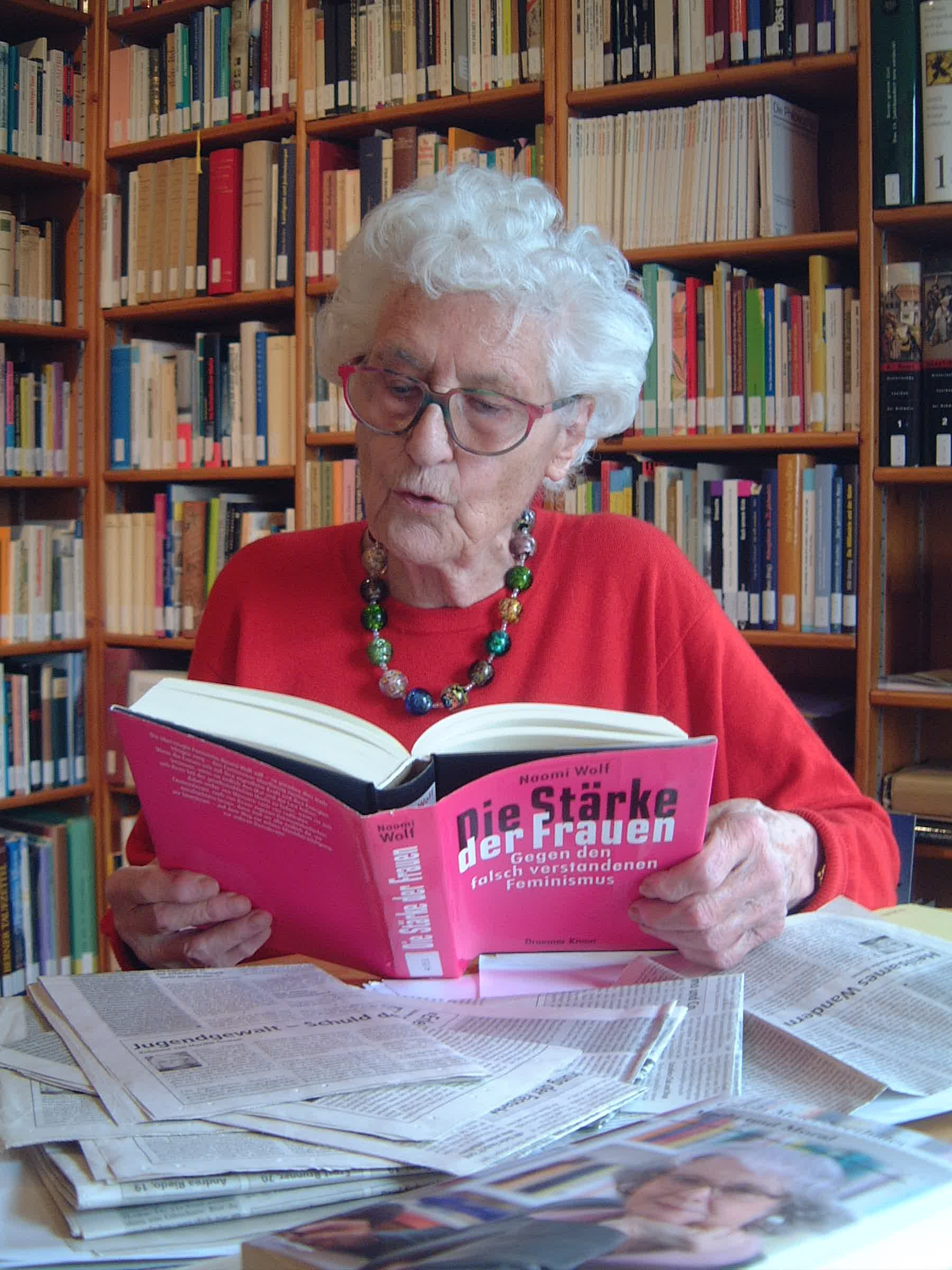
Marthe Gosteli

Le fonds d'archives est créé dans les années 1970 par Marthe Gosteli (1917-2017), pionnière de l’égalité des sexes, dans la maison de ses parents à Worblaufen (commune de Ittigen, canton de Berne).
La fondation Gosteli est créée en 1982 dans le but de consacrer un organisme indépendant aux archives de l'histoire du mouvement des femmes en Suisse. Un objectif est l’inclusion de l'histoire des femmes et du mouvement des femmes dans les livres d'histoire et dans le cadre de l'éducation des adultes.
Les fonds rassemblés ont été catalogués, et ce catalogue progressivement informatisé. Le catalogue sur fiches des « notices biographiques » a été informatisé progressivement depuis 2015. Le rapport d’activités 2016 annonce 4 954 notices cataloguées, soit plus de la moitié du total.
Dès les années 1990, la Fondation Gosteli a tenté d’obtenir des subventions de fonctionnement de la part du gouvernement suisse. Bien que l’office fédéral compétent ait donné un avis positif, le Conseil fédéral a refusé la demande au motif de l’absence d’autres sources de financement public (principe de subsidiarité).
En mars 2017, une motion est déposée au Grand Conseil du canton de Berne, par six députés de six partis différents. Ce texte affirme que « Ces archives uniques et importantes historiquement sont considérées comme « la mémoire historique des femmes suisses » ». Il demande en particulier que la Fondation Gosteli soit reconnue comme un bien culturel aussi au niveau cantonal, et que le canton remplisse le rôle de partenaire secondaire ce qui permettrait le réexamen par la Confédération d’un soutien aux frais d’exploitation. La motion est adoptée à l'unanimité en septembre de la même année.
Début 2020, une motion est déposée par la Commission de la science, de l'éducation et de la culture du Conseil national afin d'assurer le financement de la fondation par la Confédération pour les quatre prochaines années. Un montant de quelque 2 millions de francs est accordé fin 2020 à cet effet. La commission du second conseil souligne dans son rapport « la valeur des archives Gosteli en tant qu’institution d’importance nationale pour l’histoire du mouvement des femmes en Suisse et comme ressource indispensable pour l’éducation et la science »,.

## Fonds

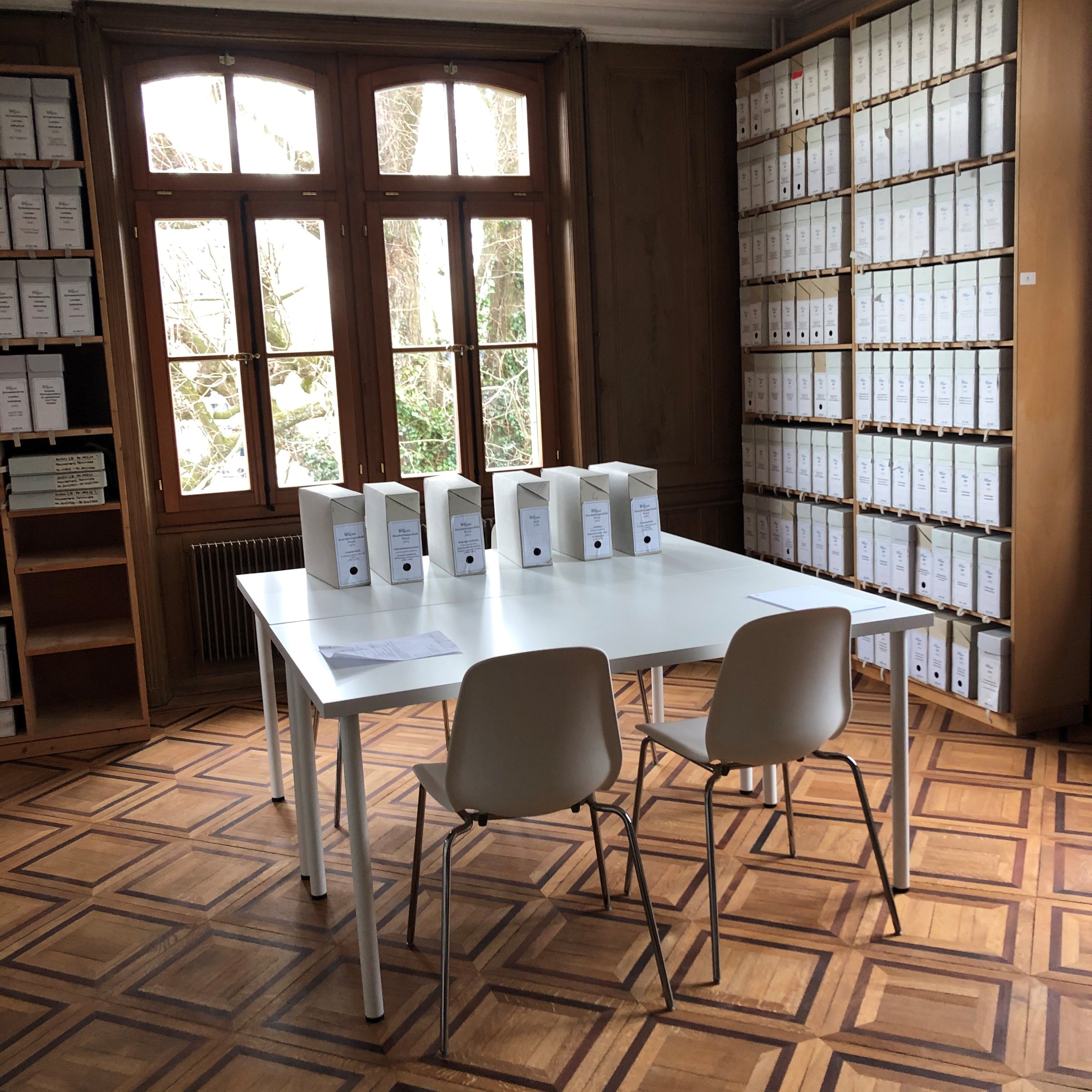
Intérieur

Les archives concernent d’une part des organisations, d’autre part des archives personnelles et des notices biographiques.
Elles contiennent également des périodiques du mouvement des femmes, des brochures, des documents concernant la vie professionnelle des femmes, le droit de vote des femmes, les congrès de femmes, des travaux universitaires, des articles de presse, des photographies et enregistrements.
La fondation abrite aussi une bibliothèque.
Grands fonds historiques d’organisations nationales :
- Union suisse des amies de la jeune fille (1886-2001)
- Fédération suisse des femmes protestantes (2 fonds : 1887-2004 et 1950-2000)
- Association faîtière des sociétés d'utilité publique des femmes suisses (de)[8] (1888-2000, associations de bienfaisance, Suisse alémanique et rhéto-romane)
- Alliance de sociétés féminines suisses (devenu « Alliance F », 1899-1989)
- Ligue suisse des femmes abstinentes (1900-2002)
- Union suisse des maîtresses de l'enseignement professionnel et ménager (1908-2001)
- Union féminine Coop Suisse (1922-1998)
- Association suisse de femmes universitaires (1923-2003)
- Alliance nationale suisse des Unions chrétiennes féminines (1924-1994)
- Ligue suisse de femmes catholiques (de) (1926-2004)
- Théologiennes réformées de Suisse (1931-2001)
- Association suisse des maîtresses de maison (1933-1983)
- Association suisse pour le service de maison (#267, 1935-1996)
- Communauté suisse de travail la femme et la démocratie (1935-1996)
- Association suisse des assistants sociaux et éducateurs diplômés (1936-1984)
- Association suisse des infirmières et infirmiers (1945-1998)
- Union européenne féminine section suisse (1953-2000)

Concernant les organisations locales en Suisse romande on trouve par exemple : les archives des Centres de liaison des associations féminines du Valais (CLAF-VS, 1985-1994), de Neuchâtel (1987-1994), de Fribourg (CLF, 1974-1996), de Genève (CLAFG, 1985-1988), du Jura (1993-1995) et de Vaud (CLAVD, 1983-1996), du groupe « Bad Girls go Everywhere » (BGGE, université de Lausanne, 1995-2002), de Solidarité Femmes Fribourg (1994-1996) et Genève (1995), ainsi que l’Association suisse pour le suffrage féminin, section Colombier et environ (1913-1969.
Au sein du fonds de la Société suisse des femmes peintres, sculpteurs et décoratrices (Schweizerische Gesellschaft Bildender Künstlerinnen, 1903-2011) se trouvent les archives de la Société romande des femmes peintres et sculpteurs fondée en 1902.

## Distinctions
En 2017, la fondation reçoit le « Prix de la Culture » de la Commune bourgeoise de Berne (de), doté d’un montant de 100 000 francs.